# معركة ميسينز

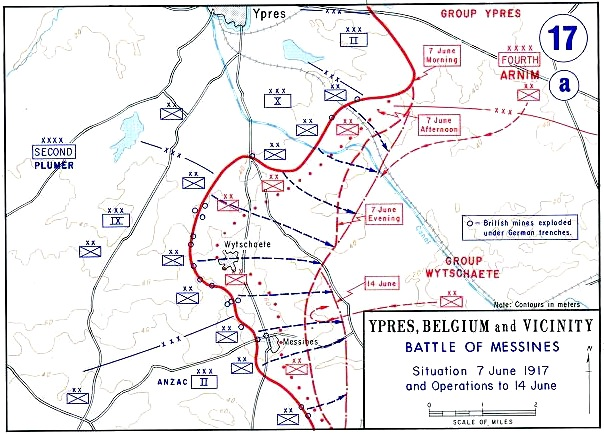
سير المعركة في مايو 1917 بين الجيش البريطاني على مواقع الألمان في ميسينز، بلجيكا.

حدثت معركة ميسينز (بالإنجليزية: Battle of Messines) بين الجيش البريطاني الثاني بقيادة الجنرال السير هيربرت بلامر، وبين القوات الألمانية في الجبهة الغربية من الحرب، وذلك بقرب قرية ميسينز في فلمنجيا الغربية في بلجيكا خلال الحرب العالمية الأولى. كان هجوم نيفل في أبريل ومايو قد فشل في تحقيق أهدافه الأكثر طموحاً، ما أدى إلى إحباط القوات الفرنسية وعرقلة الاستراتيجية الفرنسية البريطانية لعام 1917. أجبر الهجوم على ميسينز الألمان على تحريك القوات الاحتياطية من جبهتي آن وآراس، مما خفف الضغط على الفرنسيين. كان الهدف التكتيكي للهجوم على ميسينز هو السيطرة على الدفاعات الألمانية الجبلية، والتي امتدت من منطقة غابة بلوغستريت في الجنوب، مروراً بميسينز وويتشيت وصولاً إلى جبل سوريل، وذلك من أجل حرمان الجيش الألماني من السيطرة على المنطقة المرتفعة جنوب يبر. منح المنحدر الجبلي الدفاعات البريطانية مجال رؤية واسعاً للمناطق الشمالية، والتي قرر البريطانيون البدء منها في إجراء العملية الشمالية، وهي هجوم على جرف باشنديل ومن ثم السيطرة على الساحل البلجيكي وصولاً إلى الحدود الهولندية.
تكون الجيش الثاني من خمسة فيالق، ثلاثة منها للهجوم واثنان على الخاصرة الشمالية لم تكن مشاركة في العملية، كان الفيلق الرابع عشر جاهزاً لدى احتياط القيادة العامة. سيطرت قطع من مجموعة ويتشيت (الفيلق الاحتياطي الرابع عشر) على الجرف الجبلي، ودُعمت لاحقاً من قبل بقطعة عسكرية من مجموعة يبر. بدأت المعركة بتفجير تسعة عشر لغماً تحت الخطوط الأمامية الألمانية، والتي دمرت هذه الدفاعات وتركت خلفها تسعة عشر حفرة في الخط الأمامي. تلى ذلك وابل مدفعي متقدم بعمق 640 متراً، مما حمى القوات البريطانية التي سيطرت على الجرف بدعم من الدبابات وفرق الفرسان والطيران. ازدادت فعالية الألغام والقصف المدفعي والجوي البريطانية نتيجة التقدم في الاستطلاع المدفعي ورصد وميض المدفعيات المعادية والسيطرة المركزية على المدفعية من قبل مقر قيادة الجيش الثاني. أدت الهجمات البريطانية بين الثامن والرابع عشر من يونيو إلى تقدم الخط الأمامي البريطاني إلى ما بعد خط أوستافيرن. كانت معركة ميسينز مقدمة لمعركة أكبر وأوسع نطاقاً هي معركة يبر، والتي بدأ القصف المدفعي التمهيدي لها في الحادي عشر من يوليو عام 1917.

## المعركة
في صباح يوم 21 مايو 1917 فتحت المدفعية البريطانية تحت قيادة جنرال هربرت بلومر النيران على مواقع الألمان مستخدمة 2000 مدفع. واستمر القذف متواصلا حتى يوم 7 يونيو. دمرت الكثير من عتاد الألمان.
ثم بدأ هجوم الجيش البريطاني بتفجير 19 لغم من الألغلام الضخمة في الساعة 3:10 في انفاق تحت موقع الألمان. كان الجيش البريطاني قد قام بحفر أنفاق تحت موقع الألمان وضعوا في بعضها نحو 22 طن من المتفجرات. فقدت الفرقة الثالثة الألمانية بايرن نحو 10.000 جندي من هذا التفجير الكبير. واختلت قدرة الألمان على الدفاع. ويقال أن دوي هذا الانفجار الجماعي قد سمع في لندن.
قامت القوات البريطانية والكندية بحفر انفاق على عمق 15 إلى 30 متر خلال 12 شهرا تحت مواقع الألمان، وكان عدد الأنفاق 22 نفقا. ووضعوا في كل موقع لغم 21 طن من المتفجرات. إلا موقع يسمى «سانت إلوي» فوضعوا تحته 42 طن من المتفجرات. تكونت المتفجرات من «أمونال» وهي مادة تصنع من نترات الأمونيوم والألمونيوم. وكان هذا النفجار الجماعي هو أكبر دوي من صنع البشر في حتى هذا الوقت (1917) ويقال أن رئيس الوزراء البريطاني سمعه في مقره الحكومي بلندن شارع داونينغ 10. ويعتبر هذا الانفجار أكبر انفجار من صنع الإنسان فيما عدا الانفجارات النووية.
اكتشف الجنود الألمان كمين لغم واحد، واثنان منهم لن ينفجرا. وكان الطول الإجمالي للأنفاق تحت موقع قوات الألمان يبلغ نحو 8000 متر.
بعد ذلك قامت المدفعية البريطانية بقذف متواصل بالمدفعية على الموقع اشترك فيها 2250 مدفع. ثم اقتحمت 9 فرق من جيش الحلفاء من الجيش الثاني البريطاني الموقع وساعدتهم 72 دبابة، كما استخدموا الغازات السامة. واستولى البريطانيون وحلفاؤهم على مواقع الألمان خلال 3 ساعات، وتم أسر 7500 من الجنود الألمان وانسحب الباقون الذين كانوا لا يزالون على قيد الحياة.

## اقرأ يضا
- الحرب العالمية الأولى

## الحرب في عام 1917
]